# 山村明義 (鉄道技術者)
山村 明義（やまむら あきよし、1958年3月3日 - ）は、日本の鉄道技術者、実業家。2017年6月 - 2025年6月にかけて東京地下鉄株式会社（東京メトロ）代表取締役社長を務めた。

## 略歴
茨城県新治郡八郷町（現・石岡市）生まれ。その後静岡県に転居。1976年静岡県立藤枝東高等学校卒業。1980年東北大学工学部土木工学科卒業。2007年筑波大学大学院ビジネス科学研究科（修士課程）修了。2019年千葉工業大学より博士（工学）の学位を取得。
東北大学工学部卒業後の1980年に、当時の帝都高速度交通営団に入団。元々土木技術が専門で、営団では地下鉄の土木工事・保線などを主に担当していた。後に技術畑を離れ、経営企画、秘書室などを経て、2004年に営団が民営化され東京地下鉄株式会社となった際に人事部に異動。当時は人事部の課長職としての業務をこなしながら筑波大のビジネススクールに通っていた。
その後技術畑に戻り、鉄道統括部長、鉄道本部長などを経て、2015年6月より東京地下鉄専務、2017年6月に同社社長に就任した。前任の奥義光に続き、二代続けて同社のプロパー出身者が社長を務めることになる。
主な功績として、鉄道本部長時代には東京メトロ東西線の輸送改善に取り組み、科学的アプローチにより遅延改善を実施した。2008年6月14日に開業した副都心線においては、開業直後から列車遅延をはじめとした輸送上の混乱が発生したが、この問題に対して、相互直通運転に乗り入れる鉄道各社との協議のほか、「小竹向原~千川間連絡線整備」「新宿三丁目駅改良」等の数項目のハード的な対策、乗務員及び指令員の教育訓練等のソフト的な対策を立案・推進し、副都心線の安定輸送を実現した。
社長就任後はコロナ禍の2021年3月期及び2022年3月期決算では輸送人員の大幅な減により決算は赤字という厳しい経営環境ではあったが、鉄道事業許可を申請していた東京メトロ有楽町線延伸（豊洲駅で分岐し、東陽町駅、住吉駅方面へ4.8km延伸する計画）及び東京メトロ南北線延伸（白金高輪駅で分岐し、品川駅方面へ2.5km延伸する計画）について、2022年3月28日には国土交通大臣より認可を受ける等の積極的な経営を行う一方で、地道な経営改革等により2023年3月期決算では黒字に転換させた。その後、東京地下鉄株式会社を2024年10月23日東京証券取引所プライム市場へ新規上場へと導いた。上場後には英国最大の路線を運営する鉄道事業者ゴーアヘッドグループと共に英国ロンドン市交通局よりロンドン市における地下鉄エリザベス線（en:Elizabeth line）の運営事業を受注するなど（クロスレールも参照）、精力的に経営拡大を実施した。
2025年6月25日開催の株主総会をもって、代表取締役専務執行役員・経営企画本部長の小坂彰洋を代表取締役社長に昇任させるのにあわせて代表職を退任、取締役グループ戦略会議議長・人財育成サポーターとして経営陣に残る。